# Charles Tarbé
Pour les articles homonymes, voir Tarbé.
Charles Tarbé, dit de Vauxmoris, né le 19 avril 1756 à Sens (Yonne) et décédé le 14 septembre 1804 à Cadix (Espagne).

## Biographie
Frère de Louis Hardouin Tarbé et négociant à Rouen, il est officier municipal puis député de la Seine-Inférieure de 1791 à 1792, siégeant avec les modérés. Il est élu député de l'Yonne au Conseil des Cinq-Cents le 23 germinal an V, et manque de peu d'être invalidé lors du coup d’État du 18 fructidor an V.